# Гессел (Канзас)
Гессел (англ. Goessel) — місто (англ. city) в США, в окрузі Меріон штату Канзас. Населення — 556 осіб (2020).

## Географія
Гессел розташований за координатами 38°14′49″ пн. ш. 97°20′45″ зх. д. / 38.24694° пн. ш. 97.34583° зх. д. (38.246891, -97.345760).  За даними Бюро перепису населення США в 2010 році місто мало площу 0,91 км², уся площа — суходіл.

## Демографія
Згідно з переписом 2010 року, у місті мешкало 539 осіб у 206 домогосподарствах у складі 140 родин. Густота населення становила 593 особи/км².  Було 231 помешкання (254/км²).
Расовий склад населення:
| - 97,0 % — білих - 0,4 % — корінних американців - 0,2 % — чорних або афроамериканців |

До двох чи більше рас належало 1,5 %. Частка іспаномовних становила 2,0 % від усіх жителів.
За віковим діапазоном населення розподілялося таким чином: 22,6 % — особи молодші 18 років, 47,3 % — особи у віці 18—64 років, 30,1 % — особи у віці 65 років та старші. Медіана віку мешканця становила 48,6 року. На 100 осіб жіночої статі у місті припадало 84,6 чоловіків;  на 100 жінок у віці від 18 років та старших — 78,2 чоловіків також старших 18 років.
Середній дохід на одне домашнє господарство  становив 58 287 доларів США (медіана — 41 000), а середній дохід на одну сім'ю — 73 076 доларів (медіана — 57 031). За межею бідності перебувало 3,8 % осіб, у тому числі 0,0 % дітей у віці до 18 років та 7,3 % осіб у віці 65 років та старших.
Цивільне працевлаштоване населення становило 292 особи. Основні галузі зайнятості: виробництво — 31,5 %, освіта, охорона здоров'я та соціальна допомога — 28,8 %, роздрібна торгівля — 5,8 %, сільське господарство, лісництво, риболовля — 5,8 %.